# Urganch
Urganch (Урганч; Perzisch: گرگانج Gorganch; Russisch Ургенч Oergentsj) is een stad in Zuid-Oezbekistan. Het is de hoofdstad van de provincie Xorazm aan de Amu Darya en het Shavatkanaal. De stad ligt 450 kilometer ten westen van Buxoro.
De stad werd in de tweede helft van de achttiende eeuw gesticht en kan als opvolger van de stad Kunya-Urgench (Turkmenistan) worden gezien. De stad werd verplaatst nadat de Amu Darya zijn loop in de zestiende eeuw veranderde waardoor Oud Urganch niet meer van water werd voorzien. Het nieuwe Urganch was het handelscentrum van het Kanaat van Khiva.

## Galerij

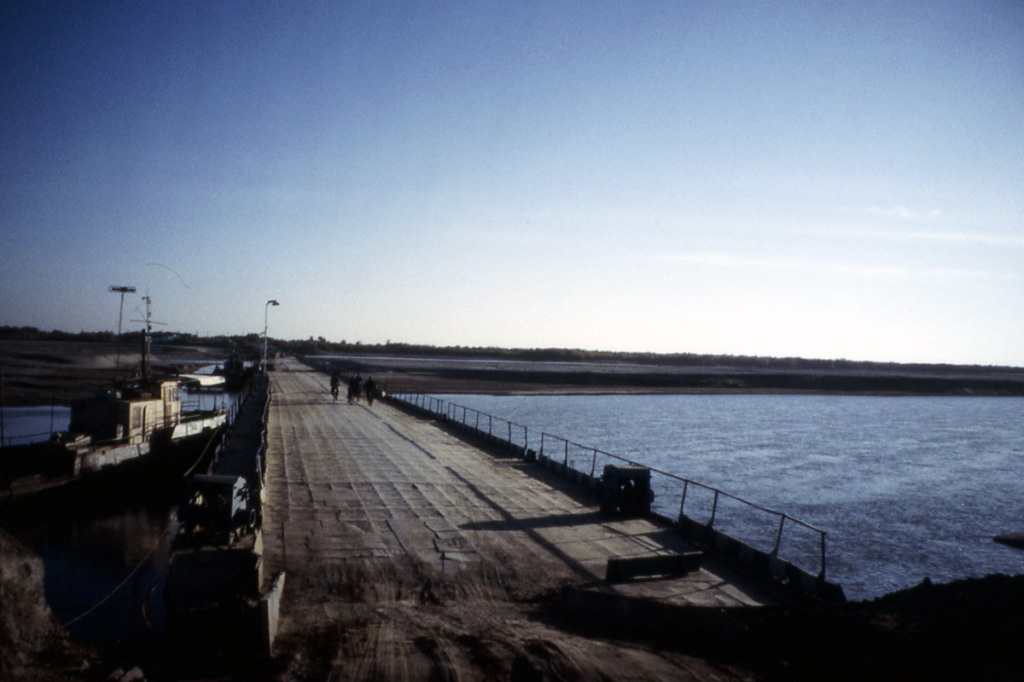
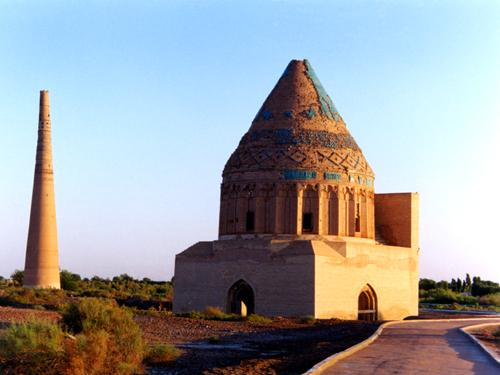
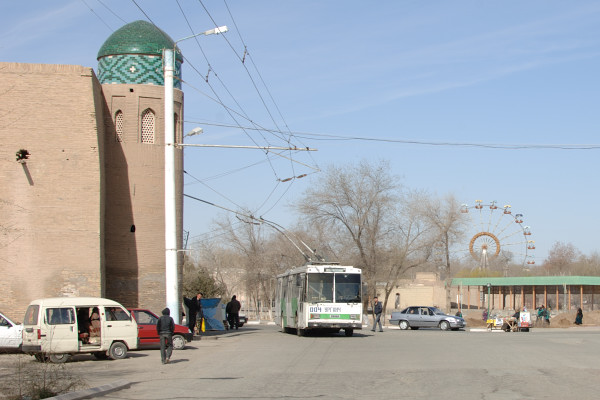